# Nienke van Hichtum
Nienke van Hichtum (ortografia alternativa: Nynke van Hichtum; in frisone: Nynke fan Hichtum), all'anagrafe Sjoukje Maria Diderika Bokma de Boer (Nes, 13 febbraio 1860 – Hilversum, 9 gennaio 1939) è stata una scrittrice e traduttrice olandese, autrice soprattutto di libri di narrativa per bambini e ragazzi, sia in lingua olandese che in lingua frisone.
In carriera pubblicò circa una ventina di opere, tra racconti e traduzioni. Il suo libro di maggiore successo è Afke's tiental (1903), considerato una delle opere più rappresentative nell'ambito della letteratura olandese per ragazzi. 
Oltre che scrittrice di racconti per ragazzi, fu traduttrice in olandese di opere in lingua inglese quali Robinson Crusoe e Winnie the Pooh.
Era la moglie del politico Pieter Jelles Troelstra (1860-1930) e la madre dello scultore e grafico Jelle Troelstra (1891-1979).
A lei è intitolato dal 1962 il Premio Nienke van Hichtum (Nienke van Hichtum-prijs), premio letterario assegnato al miglior libro per ragazzi.

## Biografia

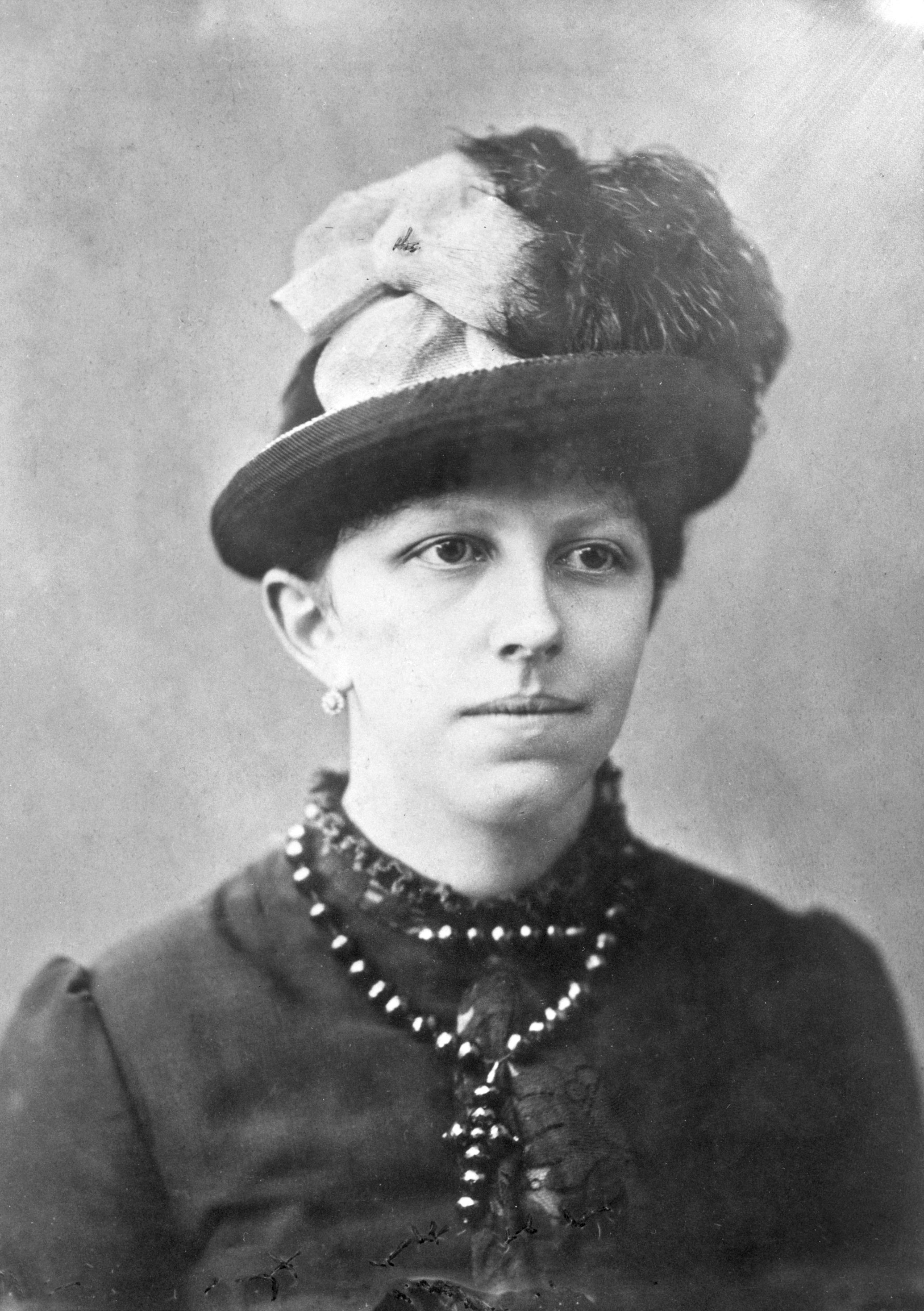
Nienke van Hichtum nel 1885

Sjoukje Maria Diderika Bokma de Boer, più tardi nota con lo pseudonimo di Nienke (o Nynke) van Hichtum, era nata a Nes, in Frisia il 13 febbraio 1860, ultima delle cinque figlie di un predicatore. 
Sin da bambina, è attorniata da un ambiente dove la lettura trova grande posto. 
Dopo aver frequentato la scuola del villaggio, nel 1875 si iscrive ad una scuola superiore della vicina Dokkum, che frequenta fino al 1879. 
Nel 1885 conosce a Groningen, durante un ballo, lo studente di giurisprudenza Pieter Jelles Troelstra, futuro leader del partito socialdemocratico olandese, con il quale sposerà tre anni dopo, il 18 ottobre 1888. Dal matrimonio nascono due figli, Dieuwke e Jelle.
Inizia quindi la propria attività di scrittrice, curando la rubrica di racconti per bambini in una rivista letteraria fondata dal marito, For hûs en hiem. I suoi primi racconti sono tutti in lingua frisone e vengono pubblicati sotto lo pseudonimo Nienke/Nynke van Hichtum, un nome che ricorda due persone da lei conosciute durante l'infanzia, Nynke fan Foudgum e Nynke fan Syds.
Nel 1887, esce la sua prima opera, ovvero una raccolta dei suo racconti intitolata Teltsjes yn skimerjoun.
In seguito, si trasferisce con il marito dapprima ad Amsterdam e poi ad Utrecht.
Tra il 1889 e il 1901, scrive tre racconti ambientati in Sudafrica, vale a dire Oehoehoe (1899), Oehoehoe in de wildernis (1900) e Een kafferse heldin (1901).
Nel frattempo, a partire dal 1896, inizia a scrivere per l'Ons blaadje.
Nel 1903 pubblica Afke's tiental, che - come detto - è il suo libro di maggiore successo.
Dopo questo successo, la sua famiglia conosce un periodo di crisi: la sua salute inizia a divenire cagionevele, mentre l'attività politica del marito inizia a perdere consensi. E nel 1906/1907 la Van Hichtum divorzia dal marito.
Pubblica in seguito i racconti De avonturen van Kek (1930) e Jelle van Sipke Froukjes (1932).
Alla fine degli anni trenta, matura l'intenzione di pubblicare un libro sui suoi ricordi d'infanzia, ma non farà in tempo a realizzare l'obiettivo, in quanto la morte la coglie a Hilversum il 9 gennaio 1939, alla soglia dei 79 anni. 

## Pubblicazioni
- 1887 - Teltsjes yn skimerjoun
- 1897 - Sip-su, "de knappe jongen"
- 1898 - Uit verre landen
- 1898 - De geschiedenis van den kleinen Eskimo Kudlago
- 1899 - Hoe een kleine Kafferjongen page bij de koning werd
- 1900 - Oehoehoe in de wildernis
- 1901 - Een Kafferse heldin
- 1903 - Afke's tiental (pubblicato nel 1957 con il titolo De tsien fan Martens Afke)
- 1905 - Friesche schetsen
- 1905 - Het apenboek
- 1907 - Een bloemensprookje door Agot Gjems Selmer (introduzione)
- 1908 - Der wier ris in âld wyfke
- 1908 - Er was eens een oud vrouwtje
- 1911 - Moeders vertellingen
- 1911 - Kajakmannen, Groenlandsche avonturen (traduzione)
- 1913 - Oude en nieuwe verhalen
- 1918 - De tooverhoed (traduzione)
- 1920 - Gouden sprookjes van gebrs. Grimm (traduzione)
- 1921 - Vertellingen uit de Duizend en één nacht
- 1922 - Het groot vertelselboek
- 1923 - Het leven en de wonderbare lotgevallen van Robinson Crusoë (traduzione)
- 1924 - Jetse, een Friesche vertelling (titolo alternativo: Jelle van Sipke-Froukjes)
- 1924 - De verstandige poedel
- 1929 - Winnie de Poeh, voor Nederlandse kinderen naverteld door Nienke van Hichtum (traduzione)
- 1930 - De prinses op de erwt (traduzione)
- 1932 - Jelle van Sipke-Froukjes
- 1932 - Oom remus vertelt sprookjes van de oude plantage aan den kleinen jongen (rielaborazione)
- 1933 - Russische sprookjes
- 1936 - Het Spel van Moeder en Kind. Oude kinderrijmen voor jonge ouders (con Jop Pollmann)
- 1936 - Schimmels voor de koets of ... vlooien voor de koekepan?
- 1937 - Drie van de oude plaats
- 1950 - Bewerkt als Jonge Jaike fan it Aldhiem
- 1937 - Oude bekenden
- 2003 - Heruitgegeven als Alde kunde, in mearkeboek
- 1939 - Nienke van Hichtum vertelt weer
- 1939 - De jonge priiskeatser (versione in frisone di Jelle van Sipke-Froukjes)
- 1948 - Geplukte bloemetjes, een bundel heel kleine verhaaltjes
- ???? - Vier duizend kilometer door de Poolwoestijn
- ???? - Sprookjes van Hauff (rielaborazione)
- ???? - Zwarte Jacob van den Valkenburg

## Trasposizioni cinematografiche della vita di Nienke van Hichtum
- Alla vita di Nienke van Hichtum è dedicato il film del 2001, diretto da Pieter Verhoeff e con protagonista Monic Hendrickx, Nynke. [3][13]